# Michel Prada
Pour les articles homonymes, voir Prada.
Michel Prada (né en 1940) est un haut fonctionnaire français.
Il préside l'Autorité des marchés financiers de 2003 à 2008.

## Biographie
« Issu de la moyenne bourgeoisie », Michel Prada naît le 2 avril 1940 à Bordeaux, dans la Gironde. Il est diplômé de l'Institut d'études politiques de Bordeaux et ancien élève de l'École nationale d'administration (promotion Montesquieu, 1966).
Directeur de la comptabilité publique de 1978 à 1985, puis du budget de 1985 à 1988, il préside ensuite le Crédit d'équipement des petites et moyennes entreprises de 1988 à 1995. Il devient en 1995 président de la Commission des opérations de bourse (COB), fusionnée en 2003 avec le Conseil des marchés financiers pour former l'Autorité des marchés financiers (AMF), qu'il préside jusqu'en 2008. Parallèlement, il est trésorier de la fondation Hôpitaux-de-Paris-Hôpitaux-de-France, à l'origine de l'opération pièces jaunes en 1991-1992. Il préside ensuite l'Orchestre de Paris de 1989 à 2001, puis l'Autorité des marchés financiers nouvellement créée de 2003 à 2008.